# 中国地方の難読地名一覧
中国地方の難読地名一覧（ちゅうごくちほうのなんどくちめいいちらん）は、中国地方の難読地名の一覧である。

## 中国地方の難読地名一覧
※都道府県コード順及び市町村コード順

### 鳥取県
- 青谷町澄水（あおやちょうすんず） - 鳥取市
- 青谷町八葉寺（あおやちょうはつしょうじ） - 鳥取市
- 赤子田（あこだ） - 鳥取市
- 有富（ありどめ） - 鳥取市
- 晩稲（おくて） - 鳥取市
- 御弓町（おゆみのちょう） - 鳥取市
- 紙子谷（かごだに） - 鳥取市
- 気高町会下（けたかちょうえげ） - 鳥取市
- 気高町奥沢見（けたかちょうおくぞうみ） - 鳥取市
- 気高町下石（けたかちょうおろじ） - 鳥取市
- 気高町郡家（けたかちょうこうげ） - 鳥取市
- 気高町酒津（けたかちょうさけのつ） - 鳥取市
- 気高町睦逢（けたかちょうむつお） - 鳥取市
- 気高町八束水（けたかちょうやつかみ） - 鳥取市
- 越路（こいじ） - 鳥取市（昔は「こえじ」と読んだ。）
- 国府町稲葉丘（こくふちょういなばがおか） - 鳥取市
- 国府町石井谷（こくふちょういわいだに） - 鳥取市
- 国府町上上地（こくふちょうかみわじ） - 鳥取市
- 国府町神垣（こくふちょうこうがけ） - 鳥取市
- 国府町拾石（こくふちょうじっこく） - 鳥取市
- 国府町清水（こくふちょうすんず） - 鳥取市
- 国府町楠城（こくふちょうなわしろ） - 鳥取市
- 国府町広西（こくふちょうひろせ） - 鳥取市
- 国府町美歎（こくふちょうみたに） - 鳥取市
- 国府町宮下（こくふちょうみやのした） - 鳥取市
- 国府町上地（こくふちょうわじ） - 鳥取市
- 古郡家（ここおげ） - 鳥取市
- 小西谷（こざい） - 鳥取市
- 小沢見（こぞみ） - 鳥取市
- 佐治町尾際（さじちょうおわい） - 鳥取市
- 佐治町葛谷（さじちょうかずらたに） - 鳥取市
- 佐治町舂谷（さじちょうつくだに） - 鳥取市
- 鹿野町乙亥正（しかのちょうおつがせ） - 鳥取市
- 鹿野町鷲峯（しかのちょうじゅうぼう） - 鳥取市
- 倭文（しとり） - 鳥取市
- 新品治町（しんほんじちょう） - 鳥取市
- 大桷（だいかく） - 鳥取市
- 竹生（たけなり） - 鳥取市
- 千代水（ちよみ） - 鳥取市
- 徳尾（とくのお） - 鳥取市
- 西品治（にしほんじ） - 鳥取市
- 馬場町（ばばのちょう） - 鳥取市
- 東品治町（ひがしほんじちょう） - 鳥取市
- 福部町海士（ふくべちょうあもう） - 鳥取市
- 福部町左近（ふくべちょうさこ） - 鳥取市
- 福部町南田（ふくべちょうのうだ） - 鳥取市
- 福部町箭渓（ふくべちょうやだに） - 鳥取市
- 古海（ふるみ） - 鳥取市
- 卯垣（ぼうがき） - 鳥取市
- 庖丁人町（ほうちょうにんまち） - 鳥取市
- 南隈（みなみがくま） - 鳥取市
- 用瀬町安蔵（もちがせちょうあぞう） - 鳥取市
- 用瀬町樟原（もちがせちょうくぬぎわら） - 鳥取市
- 用瀬町古用瀬（もちがせちょうふるもちがせ） - 鳥取市
- 用瀬町用瀬（もちがせちょうもちがせ） - 鳥取市
- 矢矯（やはぎ） - 鳥取市
- 若桜町（わかさまち） - 鳥取市
- 奥谷（おくのたに） - 米子市
- 皆生（かいけ） - 米子市
- 上安曇（かみあずま） - 米子市
- 上新印（かみしい） - 米子市
- 勝田町（かんだまち） - 米子市
- 車尾（くずも） - 米子市
- 車尾南（くずもみなみ） - 米子市
- 熊党（くまんとう） - 米子市
- 下安曇（しもあずま） - 米子市
- 下新印（しもしい） - 米子市
- 下郷（しものごう） - 米子市
- 法勝寺町（ほっしょうじまち） - 米子市
- 葭津（よしづ） - 米子市
- 巌城（いわき） - 倉吉市
- 大河内（おおかち） - 倉吉市
- 大原（おはら） - 倉吉市（同市内にある尾原は「おわら」と読む。）
- 上神（かずわ） - 倉吉市
- 忰谷（かせだに） - 倉吉市
- 堺町（さかえまち） - 倉吉市
- 鋤（すき） - 倉吉市
- 菅原（すげがはら） - 倉吉市
- 清谷（せいだに） - 倉吉市
- 清谷町（せいだにちょう） - 倉吉市
- 関金町安歩（せきがねちょうあぶ） - 倉吉市
- 関金町郡家（せきがねちょうこおげ） - 倉吉市
- 関金町米富（せきがねちょうよねどめ） - 倉吉市
- 富海（とどみ） - 倉吉市
- 福庭（ふくば） - 倉吉市

- 福庭町（ふくばちょう） - 倉吉市
- 不入岡（ふにおか） - 倉吉市
- 見日町（みるかちょう） - 倉吉市
- 椋波（もくなみ） - 倉吉市
- 上道町（あがりみちちょう） - 境港市
- 佐斐神町（さいのかみちょう） - 境港市
- 東雲町（しののめちょう） - 境港市
- 竹内団地（たけのうちだんち） - 境港市
- 竹内町（たけのうちちょう） - 境港市
- 外江町（とのえちょう） - 境港市
- 浦富（うらどめ） - 岩美郡岩美町
- 陸上（くがみ） - 岩美郡岩美町
- 田後（たじり） - 岩美郡岩美町
- 田河内（たのこうじ） - 岩美郡岩美町
- 外邑（とのむら） - 岩美郡岩美町
- 大炊（おおい） - 八頭郡若桜町
- 舂米（つくよね） - 八頭郡若桜町
- 屋堂羅（やどら） - 八頭郡若桜町
- 若桜（わかさ） - 八頭郡若桜町
- 市瀬（いちのせ） - 八頭郡智頭町
- 智頭（ちづ） - 八頭郡智頭町（駅名は「ちず」と読む。）
- 埴師（はにし） - 八頭郡智頭町
- 穂見（ほのみ） - 八頭郡智頭町
- 市谷（いちのたに） - 八頭郡八頭町
- 私都（きさいち）- 八頭郡八頭町
- 郡家（こおげ） - 八頭郡八頭町
- 塩上（しおのうえ） - 八頭郡八頭町
- 下濃（しもの） - 八頭郡八頭町
- 隼福（はやふく） - 八頭郡八頭町
- 隼郡家（はやぶさこおげ） - 八頭郡八頭町
- 山上（やまのうえ） - 八頭郡八頭町
- 破岩（われいわ） - 八頭郡八頭町
- 小河内（おごち） - 東伯郡三朝町
- 神倉（かんのくら） - 東伯郡三朝町
- 俵原（たわら） - 東伯郡三朝町
- 笏賀（つが） - 東伯郡三朝町
- 三朝（みささ） - 東伯郡三朝町
- 羽衣石（うえし） - 東伯郡湯梨浜町
- 方面（かたも） - 東伯郡湯梨浜町
- 上浅津（かみあそづ） - 東伯郡湯梨浜町
- 下浅津（しもあそづ） - 東伯郡湯梨浜町
- 田後（たじり） - 東伯郡湯梨浜町
- 長和田（なごうた） - 東伯郡湯梨浜町
- 野花（のきょう） - 東伯郡湯梨浜町
- 埴見（はなみ） - 東伯郡湯梨浜町
- 羽合（はわい） - 東伯郡湯梨浜町
- 久留（ひさどめ） - 東伯郡湯梨浜町
- 水下（みずおち） - 東伯郡湯梨浜町
- 逢束（おおつか） - 東伯郡琴浦町
- 釛（こがね） - 東伯郡琴浦町
- 槻下（つきのした） - 東伯郡琴浦町
- 箆津（のつ） - 東伯郡琴浦町
- 保（ほう） - 東伯郡琴浦町
- 八橋（やばせ） - 東伯郡琴浦町
- 下神（しもつわ） - 東伯郡北栄町
- 土下（はした） - 東伯郡北栄町
- 日吉津（ひえづ） - 西伯郡日吉津村
- 石井垣（いわいがき） - 西伯郡大山町
- 押平（おしなら） - 西伯郡大山町
- 下甲（しもぎ） - 西伯郡大山町
- 大山（だいせん） - 西伯郡大山町
- 鈑戸（たたらど） - 西伯郡大山町
- 束積（つかづみ） - 西伯郡大山町
- 唐王（とうのう） - 西伯郡大山町
- 豊成（とよしげ） - 西伯郡大山町
- 樋口（ひのくち） - 西伯郡大山町
- 御来屋（みくりや） - 西伯郡大山町
- 妻木（むき） - 西伯郡大山町
- 伐株（きりくい） - 西伯郡南部町
- 境（さかえ） - 西伯郡南部町
- 能竹（のうじく） - 西伯郡南部町
- 法勝寺（ほっしょうじ） - 西伯郡南部町
- 倭（やまと） - 西伯郡南部町
- 押口（おさえぐち） - 西伯郡伯耆町
- 白水（しらみ） - 西伯郡伯耆町
- 阿毘縁（あびれ） - 日野郡日南町
- 神戸上（かどのかみ） - 日野郡日南町
- 下阿毘縁（しもあびれ） - 日野郡日南町
- 秋縄（あきつな） - 日野郡日野町
- 小河内（おごうじ） - 日野郡日野町
- 金持（かもち） - 日野郡日野町
- 高尾（こお） - 日野郡日野町
- 久連（くれ） - 日野郡江府町
- 下蚊屋（さがりかや） - 日野郡江府町

### 島根県
- 秋鹿町（あいかちょう） - 松江市（駅名は「あいかまち」と読む。）
- 邑生町（おうちょう） - 松江市
- 大海崎町（おおみさきちょう） - 松江市
- 魚瀬町（おのぜちょう） - 松江市
- 鹿島町恵曇（かしまちょうえとも） - 松江市
- 鹿島町手結（かしまちょうたい） - 松江市
- 国屋町（くやちょう） - 松江市
- 薦津町（こもづちょう） - 松江市
- 島根町大芦（しまねちょうおわし） - 松江市
- 宍道町（しんじちょう） - 松江市
- 宍道町佐々布（しんじちょうさそう） - 松江市
- 宍道町宍道（しんじちょうしんじ） - 松江市
- 手角町（たすみちょう） - 松江市
- 長海町（ながみちょう） - 松江市
- 西法吉町（にしほっきちょう） - 松江市
- 東出雲町出雲郷（ひがしいずもちょうあだかえ） - 松江市
- 法吉町（ほっきちょう） - 松江市
- 母衣町（ほろまち） - 松江市
- 櫟田原町（いちいたばらちょう） - 浜田市
- 生湯町（うぶゆちょう） - 浜田市
- 上府町（かみこうちょう） - 浜田市
- 下府町（しもこうちょう） - 浜田市
- 周布町（すふちょう） - 浜田市
- 田橋町（たばせちょう） - 浜田市
- 日脚町（ひなしちょう） - 浜田市
- 穂出町（ほのでちょう） - 浜田市
- 十六島町（うっぷるいちょう） - 出雲市
- 荻杼町（おぎとちちょう） - 出雲市
- 神門町（かんどちょう） - 出雲市
- 国富町（くんどみちょう） - 出雲市
- 大社町鵜峠（たいしゃちょううど） - 出雲市
- 大社町日御碕（たいしゃちょうひのみさき） - 出雲市
- 大社町遙堪（たいしゃちょうようかん） - 出雲市
- 斐川町併川（ひかわちょうあいかわ） - 出雲市
- 斐川町阿宮（ひかわちょうあぐ） - 出雲市
- 斐川町沖洲（ひかわちょうおきのす） - 出雲市
- 斐川町求院（ひかわちょうぐい） - 出雲市
- 斐川町富村（ひかわちょうとびむら） - 出雲市
- 斐川町中洲（ひかわちょうなかのす） - 出雲市
- 斐川町三絡（ひかわちょうみつがね） - 出雲市
- 斐川町美南（ひかわちょうみなみ） - 出雲市
- 美談町（みだみちょう） - 出雲市
- 美野町（よしのちょう） - 出雲市
- 愛栄町（あさかちょう） - 益田市
- 飯浦町（いいのうらちょう） - 益田市
- 黒周町（くろすちょう） - 益田市
- 薄原町（すすきばらちょう） - 益田市
- 遠田町（とうだちょう） - 益田市
- 中垣内町（なかがうちちょう） - 益田市
- 中島町（なかのしまちょう） - 益田市
- 虫追町（むそうちょう） - 益田市
- 五十猛町（いそたけ） - 大田市
- 大代町大家（おおしろちょうおおえ） - 大田市
- 久手町刺鹿（くてちょうさつか） - 大田市
- 三瓶町（さんべちょう） - 大田市
- 仁摩町仁万（にまちょうにま） - 大田市
- 水上町白坏（みなかみちょうしろつき） - 大田市
- 温泉津町温泉津（ゆのつちょうゆのつ） - 大田市
- 飯生町（いなりちょう） - 安来市
- 吉佐町（きさちょう） - 安来市
- 九重町（くのうちょう） - 安来市
- 実松町（さねまつちょう） - 安来市

- 伯太町須山福冨（はくたちょうすやまふくどめ） - 安来市
- 伯太町峠之内（はくたちょうたわのうち） - 安来市
- 伯太町日次（はくたちょうひなみ） - 安来市
- 伯太町未明（はくたちょうほのか） - 安来市
- 飯島町（はしまちょう） - 安来市
- 井沢町（いそうちょう） - 江津市
- 敬川（うやがわ） - 江津市
- 敬川町（うやがわちょう） - 江津市
- 二宮町神村（にのみやちょうかむら） - 江津市
- 掛合町掛合（かけやちょうかけや） - 雲南市
- 木次町木次（きすきちょうきすき） - 雲南市
- 大東町薦澤（だいとうちょうこもざわ） - 雲南市
- 三刀屋町須所（みとやちょうすぞ） - 雲南市
- 三刀屋町三刀屋（みとやちょうみとや） - 雲南市
- 亀嵩（かめだけ） - 仁多郡奥出雲町
- 馬馳（まばせ） - 仁多郡奥出雲町
- 飯石（いいし） - 飯石郡（郡名）
- 簸川（ひかわ） - 簸川郡（郡名）
- 邑智郡（おおちぐん、郡名）
- 谷戸（たんど） - 邑智郡川本町
- 吾郷（あごう） - 邑智郡美郷町
- 邑智（おおち） - 邑智郡美郷町
- 乙原（おんばら） - 邑智郡美郷町
- 櫨谷（かたらがい） - 邑智郡美郷町
- 京覧原（きょらんばら） - 邑智郡美郷町
- 簗瀬（やなぜ） - 邑智郡美郷町
- 湯抱（ゆがかい） - 邑智郡美郷町
- 出羽（いずは） - 邑智郡邑南町
- 邑南（おおなん） - 邑智郡邑南町
- 日貫（ひぬい） - 邑智郡邑南町
- 左鐙（さぶみ） - 鹿足郡津和野町
- 名賀（なよし） - 鹿足郡津和野町
- 部栄（ぶさか） - 鹿足郡津和野町
- 有飯（ありい） - 鹿足郡吉賀町
- 注連川（しめがわ） - 鹿足郡吉賀町
- 蓼野（たでの） - 鹿足郡吉賀町
- 海士（あま） - 隠岐郡海士町
- 宇受賀（うずか） - 隠岐郡海士町
- 古海（うるみ） - 隠岐郡知夫村
- 来居（くりい） - 隠岐郡知夫村
- 多沢（たたく） - 隠岐郡知夫村
- 有木（あらき） - 隠岐郡隠岐の島町
- 犬来（いぬぐ） - 隠岐郡隠岐の島町
- 卯敷（うずき） - 隠岐郡隠岐の島町
- 蛸木（たくぎ） - 隠岐郡隠岐の島町
- 都万（つま） - 隠岐郡隠岐の島町
- 那久路（なぐち） - 隠岐郡隠岐の島町

### 岡山県
- 栢谷（かいだに） - 岡山市北区
- 岡南町（こうなんちょう） - 岡山市北区
- 首部（こうべ） - 岡山市北区
- 建部町下神目（たけべちょうしもこうめ） - 岡山市北区
- 建部町鶴田（たけべちょうたづた） - 岡山市北区
- 建部町土師方（たけべちょうはじかた） - 岡山市北区
- 建部町豊楽寺（たけべちょうぶらくじ） - 岡山市北区
- 中撫川（なかなつかわ） - 岡山市北区
- 撫川（なつかわ） - 岡山市北区
- 西山内（にしやまのうち） - 岡山市北区
- 納所（のうそ） - 岡山市北区
- 蕃山町（ばんざんちょう） - 岡山市北区
- 東山内（ひがしやまのうち） - 岡山市北区
- 日近（ひじかい） - 岡山市北区
- 真星（まなぼし） - 岡山市北区
- 御津宇甘（みつうかい） - 岡山市北区
- 御津草生（みつくそう） - 岡山市北区
- 御津紙工（みつしとり） - 岡山市北区
- 三和（みと） - 岡山市北区
- 山上（やまのうえ） - 岡山市北区
- 赤田（あこだ） - 岡山市中区
- 網浜（あみのはま） - 岡山市中区
- 乙多見（おたみ） - 岡山市中区
- 穝（さい） - 岡山市中区
- 穝東町（さいひがしまち） - 岡山市中区
- 四御神（しのごぜ） - 岡山市中区
- 海吉（みよし） - 岡山市中区
- 湯迫（ゆば） - 岡山市中区
- 邑久郷（おくのごう） - 岡山市東区
- 九蟠（くばん） - 岡山市東区
- 鉄（くろがね） - 岡山市東区
- 古都宿（こずしゅく） - 岡山市東区
- 古都南方（こずみなみがた） - 岡山市東区
- 宍甘（しじかい） - 岡山市東区
- 宿毛（しゅくも） - 岡山市東区
- 一日市（ひといち） - 岡山市東区
- 南古都（みなみこず） - 岡山市東区
- 百枝月（ももえづき） - 岡山市東区
- 飽浦（あくら） - 岡山市南区
- 奥迫川（おくはざかわ） - 岡山市南区
- 新保（しんぼう） - 岡山市南区
- 妹尾（せのお） - 岡山市南区
- 妹尾崎（せのおざき） - 岡山市南区
- 迫川（はざかわ） - 岡山市南区
- 箕島（みしま） - 岡山市南区
- 北畝（きたせ） - 倉敷市
- 児島通生（こじまかよう） - 倉敷市
- 児島塩生（こじましおなす） - 倉敷市
- 祐安（すけやす） - 倉敷市
- 中畝（なかせ） - 倉敷市
- 白楽町（ばくろちょう） - 倉敷市
- 日吉町（ひよせちょう） - 倉敷市
- 船穂町（ふなおちょう） - 倉敷市
- 船穂町船穂（ふなおちょうふなお） - 倉敷市
- 真備町上二万（まびちょうかみにま） - 倉敷市
- 真備町下二万（まびちょうしもにま） - 倉敷市
- 真備町妹（まびちょうせ） - 倉敷市
- 真備町箭田（まびちょうやた） - 倉敷市
- 南畝（みなみせ） - 倉敷市
- 鷲羽山 (わしゅうざん)　- 倉敷市
- 阿波（あば） - 津山市
- 院庄（いんのしょう） - 津山市
- 上田邑（かみたのむら） - 津山市
- 加茂町塔中（かもちょうたっちゅう） - 津山市
- 加茂町百々（かもちょうどうどう） - 津山市
- 神代（こうじろ） - 津山市
- 河面（こうも） - 津山市
- 細工町（さいくのちょう） - 津山市
- 下田邑（しもたのむら） - 津山市
- 神戸（じんご） - 津山市
- 田熊（たのくま） - 津山市
- 堂尾（どうのお） - 津山市
- 野介代（のけだ） - 津山市
- 林田（はいだ） - 津山市
- 林田町（はいだまち） - 津山市
- 八社（やさ） - 津山市
- 石島（いしま） - 玉野市
- 迫間（はざま） - 玉野市
- 用吉（もちよし） - 玉野市
- 生江浜（おえはま） - 笠岡市
- 大宜（おおげ） - 笠岡市
- 大河（おおこう） - 笠岡市
- 押撫（おしなで） - 笠岡市
- 甲弩（こうの） - 笠岡市
- 神島（こうのしま） - 笠岡市
- 拓海町（たくみちょう） - 笠岡市
- 用之江（もちのえ） - 笠岡市
- 出部（いずえ） - 井原市
- 上出部町（かみいずえちょう） - 井原市
- 神代町（こうじろちょう） - 井原市
- 下出部町（しもいずえちょう） - 井原市
- 祝部（ほおり） - 井原市
- 刑部（おしかべ） - 総社市
- 清音三因（きよねみより） - 総社市
- 槁（けやき） - 総社市
- 宍粟（しさわ） - 総社市
- 富原（とんばら） - 総社市
- 美袋（みなぎ） - 総社市
- 門田（もんで） - 総社市
- 間之町（あいのまち） - 高梁市
- 落合町福地（おちあいちょうしろち） - 高梁市
- 落合町近似（おちあいちょうちかのり） - 高梁市
- 御前町（おんざきちょう） - 高梁市
- 川上町臘数（かわかみちょうしわす） - 高梁市
- 巨瀬町（こせちょう） - 高梁市
- 高倉町大瀬八長（たかくらちょうおおせおなが） - 高梁市
- 玉川町増原（たまがわちょうましはら） - 高梁市

- 石蟹（いしが） - 新見市
- 大佐上刑部（おおさかみおさかべ） - 新見市
- 荻尾（おぎょう） - 新見市
- 刑部（おさかべ） - 新見市
- 神代（こうじろ） - 新見市
- 神郷下神代（しんごうしもこうじろ） - 新見市
- 千屋実（ちやさね） - 新見市
- 哲西町上神代（てっせいちょうかみこうじろ） - 新見市
- 哲多町老栄（てったちょうおいざこ） - 新見市
- 哲多町蚊家（てったちょうこうのいえ） - 新見市
- 豊永赤馬（とよながあこうま） - 新見市
- 麻宇那（あそうな） - 備前市
- 伊部（いんべ） - 備前市
- 浦伊部（うらいんべ） - 備前市
- 香登（かがと） - 備前市
- 蕃山（しげやま） - 備前市
- 閑谷（しずたに） - 備前市
- 鶴海（つるみ） - 備前市
- 日生町（ひなせちょう） - 備前市
- 日生町寒河（ひなせちょうそうご） - 備前市
- 日生町日生（ひなせちょうひなせ） - 備前市
- 吉永町神根本（よしながちょうこうねほん） - 備前市
- 牛窓町鹿忍（うしまどちょうかしの） - 瀬戸内市
- 牛窓町千手（うしまどちょうせんず） - 瀬戸内市
- 邑久町（おくちょう） - 瀬戸内市
- 邑久町尻海（おくちょうしりみ） - 瀬戸内市
- 長船町飯井（おさふねちょういい） - 瀬戸内市
- 長船町土師（おさふねちょうはじ） - 瀬戸内市
- 稲蒔（いなまき） - 赤磐市
- 小鎌（おがも） - 赤磐市
- 草生（くそう） - 赤磐市
- 神田（こうだ） - 赤磐市
- 石蓮寺（しゃくれんじ） - 赤磐市
- 周匝（すさい） - 赤磐市
- 千躰（せんだ） - 赤磐市
- 沼田（ぬた） - 赤磐市
- 呰部（あざえ） - 真庭市
- 禾津（いなつ） - 真庭市
- 開田（かいで） - 真庭市
- 鹿田（かった） - 真庭市
- 鉄山（かねやま） - 真庭市
- 上呰部（かみあざえ） - 真庭市
- 神（こう） - 真庭市
- 神代（こうじろ） - 真庭市
- 柴原（しばら） - 真庭市
- 下呰部（しもあざえ） - 真庭市
- 富尾（とみのお） - 真庭市
- 小童谷（ひじや） - 真庭市
- 蒜山（ひるぜん） - 真庭市
- 蒜山下和（ひるぜんしたお） - 真庭市
- 美甘（みかも） - 真庭市
- 向津矢（むかつや） - 真庭市
- 英田（あいだ） - 美作市
- 英田青野（あいだあおの） - 美作市
- 猪臥（いぶし） - 美作市
- 上相（かみや） - 美作市
- 楮（こうぞ） - 美作市
- 巨勢（こせ） - 美作市
- 鯰（なまず） - 美作市
- 藤生（ふじゅう） - 美作市
- 海内（みうち） - 美作市
- 美作 (みまさか) - 美作市
- 湯郷（ゆのごう） - 美作市
- 安倉（あくら） - 浅口市
- 鴨方町本庄（かもがたちょうほんじょ） - 浅口市
- 宇生（うぶ） - 和気郡和気町
- 木倉（きのくら） - 和気郡和気町
- 尺所（しゃくそ） - 和気郡和気町
- 浅海（あすみ） - 小田郡矢掛町
- 矢掛（やかげ） - 小田郡矢掛町
- 女原（おなばら） - 苫田郡鏡野町
- 久保田（くほうでん） - 苫田郡鏡野町
- 越畑（こしわた） - 苫田郡鏡野町
- 至孝農（しこうの） - 苫田郡鏡野町
- 貞永寺（ていえいじ） - 苫田郡鏡野町
- 土生（はぶ） - 苫田郡鏡野町
- 石生（いしゅう） - 勝田郡勝央町
- 上神目（かみこうめ） - 久米郡久米南町
- 京尾（きょうのお） - 久米郡久米南町
- 神目（こうめ） - 久米郡久米南町
- 神目中（こうめなか） - 久米郡久米南町
- 全間（またま） - 久米郡久米南町
- 安ヶ乢（やすがたわ） - 久米郡久米南町
- 打穴（うたの） - 久米郡美咲町
- 王子（おおじ）[1] - 久米郡美咲町
- 大垪和（おおはが） - 久米郡美咲町
- 書副（かいぞえ） - 久米郡美咲町
- 吉ヶ原（きちがはら） - 久米郡美咲町
- 高下（こおげ）[2] - 久米郡美咲町
- 越尾（こよお） - 久米郡美咲町
- 周佐（すさ） - 久米郡美咲町
- 角石祖母（ついしそぼ） - 久米郡美咲町
- 百々（どうどう） - 久米郡美咲町
- 中垪和（なかはが） - 久米郡美咲町
- 錦織（にしこり） - 久米郡美咲町
- 西垪和（にしはが） - 久米郡美咲町
- 八神（ねりがみ） - 久米郡美咲町
- 東垪和（ひがしはが） - 久米郡美咲町
- 柵原（やなはら） - 久米郡美咲町
- 飯岡（ゆうか） - 久米郡美咲町
- 岨谷（すわたに） - 加賀郡吉備中央町
- 広面（ひろも） - 加賀郡吉備中央町

### 広島県
- 銀山町（かなやまちょう） - 広島市中区
- 上幟町（かみのぼりちょう） - 広島市中区
- 幟町（のぼりちょう） - 広島市中区
- 薬研堀（やげんぼり） - 広島市中区
- 上温品（かみぬくしな） - 広島市東区
- 温品（ぬくしな） - 広島市東区
- 温品町（ぬくしなちょう） - 広島市東区
- 戸坂（へさか） - 広島市東区
- 戸坂町（へさかちょう） - 広島市東区
- 猿猴橋町（えんこうばしちょう）- 広島市南区
- 大河（おおこう）- 広島市南区
- 大州（おおず）- 広島市南区
- 上東雲町（かみしののめちょう） - 広島市南区
- 北大河町（きたおおこうちょう）- 広島市南区
- 東雲（しののめ） - 広島市南区
- 似島（にのしま） - 広島市南区
- 似島町（にのしまちょう） - 広島市南区
- 南大河町（みなみおおこうちょう）- 広島市南区
- 向洋（むかいなだ） - 広島市南区
- 己斐（こい） - 広島市西区
- 三篠（みささ） - 広島市西区
- 三篠町（みささまち） - 広島市西区
- 安佐町飯室（あさちょういむろ） - 広島市安佐北区
- 安佐町小河内（あさちょうおがうち） - 広島市安佐北区
- 可部町桐原（かべちょうとげ） - 広島市安佐北区
- 可部町南原（かべちょうなばら） - 広島市安佐北区
- 湯来町白砂（ゆきちょうしらさご） - 広島市佐伯区
- 湯来町葛原（ゆきちょうつづらはら） - 広島市佐伯区
- 警固屋（けごや） - 呉市
- 豊浜町斎島（とよはまちょういつきしま） - 呉市
- 安浦町内海（やすうらちょううちのうみ） - 呉市
- 吉浦潭鼓町（よしうらたんこちょう） - 呉市
- 忠海（ただのうみ） - 竹原市
- 久井町莇原（くいちょうあぞうばら） - 三原市
- 幸崎町（さいざきちょう） - 三原市
- 大和町姥ヶ原（だいわちょううばがはら） - 三原市
- 高坂町許山（たかさかちょうもとやま） - 三原市
- 沼田（ぬた） - 三原市
- 沼田町（ぬたちょう） - 三原市
- 沼田西町（ぬたにしちょう） - 三原市
- 沼田東町（ぬたひがしちょう） - 三原市
- 八幡町垣内（やはたちょうかいち） - 三原市
- 八幡町篝（やはたちょうかがり） - 三原市
- 八幡町美生（やはたちょうみのう） - 三原市
- 因島（いんのしま） - 尾道市
- 因島洲江町（いんのしますのえちょう） - 尾道市
- 因島外浦町（いんのしまとのうらちょう） - 尾道市
- 因島中庄町（いんのしまなかのしょうちょう） - 尾道市
- 因島土生町（いんのしまはぶちょう） - 尾道市
- 因島三庄町（いんのしまみつのしょうちょう） - 尾道市
- 因島椋浦町（いんのしまむくのうらちょう） - 尾道市
- 尾道（おのみち） - 尾道市
- 十四日町（とよひちょう） - 尾道市
- 十四日元町（とよひもとまち） - 尾道市
- 御調町（みつぎちょう） - 尾道市
- 御調町白太（みつぎちょうはかた） - 尾道市
- 芦田町柞磨（あしだちょうたるま） - 福山市
- 伊勢丘（いせがおか）- 福山市
- 駅家町法成寺（えきやちょうほうじょうじ） - 福山市
- 駅家町万能倉（えきやちょうまなぐら）- 福山市
- 神島町（かしまちょう） - 福山市
- 神村町（かむらちょう） - 福山市
- 神辺町道上（かんなべちょうみちのうえ）- 福山市
- 神辺町八尋（かんなべちょうやひろ）- 福山市
- 新市町相方（しんいちちょうさがた）- 福山市
- 瀬戸町山北（せとちょうさぼく）- 福山市

- 沼隈町上山南（ぬまくまちょうかみさんな）- 福山市
- 沼隈町下山南（ぬまくまちょうしもさんな）- 福山市
- 沼隈町中山南（ぬまくまちょうなかさんな）- 福山市
- 水呑町（みのみちょう）- 福山市
- 水呑向丘（みのみむかいがおか）- 福山市
- 御幸町森脇（みゆきちょうもりわけ）- 福山市
- 上山町（うやまちょう）- 府中市
- 河面町（こうもちょう）- 府中市
- 上下町階見（じょうげちょうしなみ）- 府中市
- 父石町（ちいしちょう）- 府中市
- 土生町（はぶちょう）- 府中市
- 行縢町（むかばきちょう）- 府中市
- 海渡町（うとまち） - 三次市
- 吉舎町（きさちょう） - 三次市
- 吉舎町雲通（きさちょううづい） - 三次市
- 吉舎町吉舎（きさちょうきさ） - 三次市
- 甲奴町小童（こうぬちょうひち） - 三次市
- 作木町門田（さくぎちょうもんで） - 三次市
- 三次（みよし） - 三次市
- 三次町（みよしまち） - 三次市
- 廻神町（めぐりかみまち） - 三次市
- 雨連（あめつら） - 庄原市
- 口和町金田（くちわちょうきんで） - 庄原市
- 実留町（さねどめちょう） - 庄原市
- 高野町奥門田（たかのちょうおくもんで） - 庄原市
- 高野町下門田（たかのちょうしもんで） - 庄原市
- 高野町中門田（たかのちょうなかもんで） - 庄原市
- 風防地（たらんち） - 庄原市
- 坉田（どんでん） - 庄原市
- 比和町木屋原（ひわちょうこやばら） - 庄原市
- 比和町三河内（ひわちょうみつがいち） - 庄原市
- 蟶野（まての） - 庄原市
- 門田町（もんでちょう） - 庄原市
- 山内町（やまのうちちょう） - 庄原市
- 穂仁原（おにはら） - 大竹市
- 木野（この） - 大竹市
- 比作（ひっつくり） - 大竹市
- 油見（ゆうみ） - 大竹市
- 黒瀬町市飯田（くろせちょういちいだ） - 東広島市
- 黒瀬町乃美尾（くろせちょうのみのお） - 東広島市
- 西条町助実（さいじょうちょうすけざね） - 東広島市
- 志和町七条椛坂（しわちょうしちじょうかぶさか） - 東広島市
- 豊栄町安宿（とよさかちょうあすか） - 東広島市
- 福富町久芳（ふくとみちょうくば） - 東広島市
- 飯山（いいのやま） - 廿日市市
- 大野鴉ヶ岡（おおのからすがおか） - 廿日市市
- 上平良（かみへら） - 廿日市市
- 下平良（しもへら） - 廿日市市
- 廿日市（はつかいち） - 廿日市市
- 平良（へら） - 廿日市市
- 甲田町糘地（こうだちょうすくもじ） - 安芸高田市
- 美土里町生田（みどりちょういけだ） - 安芸高田市
- 八千代町土師（やちよちょうはじ） - 安芸高田市
- 吉田町相合（よしだちょうあいおう） - 安芸高田市
- 能美町鹿川（のうみちょうかのかわ） - 江田島市
- 鹿籠（こごもり） - 安芸郡府中町
- 水分峡（みくまりきょう） - 安芸郡府中町
- 山県（やまがた） - 山県郡（郡名）
- 遊谷（あぞうだに） - 山県郡安芸太田町
- 猪山（いのしやま） - 山県郡安芸太田町
- 柴木（しわぎ） - 山県郡安芸太田町
- 横川（よこごう） - 山県郡安芸太田町
- 雲耕（うずのう） - 山県郡北広島町
- 移原（うつのはら） - 山県郡北広島町
- 才乙（さよおと） - 山県郡北広島町
- 舞綱（もうつな） - 山県郡北広島町
- 丁保余原（よおろほよばら） - 山県郡北広島町
- 鮴崎（めばるざき） - 豊田郡大崎上島町
- 田打（とうち） - 世羅郡世羅町
- 階見（しなみ） - 神石郡神石高原町
- 李（すもも） - 神石郡神石高原町
- 田頭（たんどう） - 神石郡神石高原町

### 山口県
- 内日（うつい） - 下関市
- 阿内（おうち） - 下関市
- 員光（かずみつ） - 下関市
- 員光町（かずみつちょう） - 下関市
- 菊川町轡井（きくがわちょうくつわい） - 下関市
- 菊川町樅ノ木（きくがわちょうもみのき） - 下関市
- 特牛（こっとい） - 下関市
- 木屋川（こやがわ） - 下関市
- 豊田町手洗（とよたちょうたらい） - 下関市
- 豊田町杢路子（とよたちょうむくろうじ） - 下関市
- 豊田町八道（とよたちょうやじ） - 下関市
- 南部町（なべちょう） - 下関市
- 岬之町（はなのちょう） - 下関市
- 蓋井島（ふたおいじま） - 下関市
- 豊北町田耕（ほうほくちょうたすき） - 下関市
- 吉見古宿町（よしみこずくちょう） - 下関市
- 櫟原（いちいばら） - 宇部市
- 棯小野（うつぎおの） - 宇部市
- 吉部（きべ） - 宇部市
  - 西吉部（にしきべ） - 宇部市
  - 東吉部（ひがしきべ） - 宇部市
- 厚東（ことう） - 宇部市
- 矢矯（やはぎ） - 宇部市
- 秋穂（あいお） - 山口市
- 秋穂二島（あいおふたじま） - 山口市
- 阿知須（あじす） - 山口市
- 生雲（いくも） - 山口市
- 嘉年（かね） - 山口市
- 陶（すえ） - 山口市
- 鋳銭司（すぜんじ） - 山口市
- 周布町（すふちょう） - 山口市
- 徳地柚木（とくぢゆのき） - 山口市
- 八幡馬場（やわたのばば） - 山口市
- 吉敷（よしき） - 山口市
- 飯井（いい） - 萩市
- 御許町（おもとまち） - 萩市
- 吉部下（きべしも） - 萩市
- 紫福（しぶき） - 萩市
- 椿東（ちんとう） - 萩市
- 土原（ひじわら） - 萩市
- 平安古町（ひやこまち） - 萩市
- 迫戸町（せばとちょう） - 防府市
- 富海（とのみ） - 防府市
- 鞠生町（まりふちょう） - 防府市
- 牟礼（むれ） - 防府市
- 下谷（くだたに） - 下松市
- 下松（くだまつ） - 下松市
- 温見（ぬくみ） - 下松市

- 青木町（おおぎまち） - 岩国市
- 周東町獺越（しゅうとうまちおそごえ） - 岩国市
- 通津（つづ） - 岩国市
- 天尾（てんのお）- 岩国市
- 錦見（にしみ） - 岩国市
- 廿木（はたき）- 岩国市
- 土生（はぶ）- 岩国市
- 藤生町（ふじゅうまち） - 岩国市
- 美川町四馬神（みかわまちしめがみ）- 岩国市
- 美川町南桑（みかわまちなぐわ）- 岩国市
- 海土路町（みどろまち）- 岩国市
- 美和町渋前（みわまちしぶくま）- 岩国市
- 美和町中垣内（みわまちなかがうち）- 岩国市
- 美和町日宛（みわまちひなた） - 岩国市
- 牛島（うしま） - 光市
- 束荷（つかり） - 光市
- 日置（へき） - 長門市
- 伊陸（いかち） - 柳井市
- 伊保庄（いほのしょう） - 柳井市
- 青景（あおかげ） - 美祢市
- 厚保（あつ） - 美祢市
- 嘉万（かま） - 美祢市
- 西厚保町（にしあつちょう） - 美祢市
- 東厚保町（ひがしあつちょう） - 美祢市
- 莇地（あどうじ） - 周南市
- 上遠石町（かみといしちょう） - 周南市
- 粭島（すくもじま） - 周南市
- 須々万（すすま） - 周南市
- 須万（すま） - 周南市
- 清尾（せいのお） - 周南市
- 垰（たお） - 周南市
- 遠石（といし） - 周南市
- 土越（ひじこし） - 周南市
- 戸田（へた） - 周南市
- 政所（まどころ） - 周南市
- 金峰（みたけ） - 周南市
- 夜市（やじ） - 周南市
- 厚狭（あさ） - 山陽小野田市
- 埴生（はぶ） - 山陽小野田市
- 神浦（こうのうら） - 大島郡周防大島町
- 津海木（つのうぎ） - 大島郡周防大島町
- 外入（とのにゅう） - 大島郡周防大島町
- 西安下庄（にしあげのしょう） - 大島郡周防大島町
- 東安下庄（ひがしあげのしょう） - 大島郡周防大島町
- 日前（ひくま） - 大島郡周防大島町
- 戸田（へた） - 大島郡周防大島町
- 麻郷（おごう） - 熊毛郡田布施町
- 宇生賀（うぶか） - 阿武郡阿武町

## 脚註
1. ↑  美咲町公式ホームページ内（地名マップにて、王子の2つ目の送り仮名は「う」でなく「お」とされている）
2. ↑  美咲町公式ホームページ内（地名マップにて、高下の2つ目の送り仮名は「う」でなく「お」とされている）